# Kylie Cronk
Kylie Cronk (Toowoomba, Queensland 27 mars 1984 - ) est une joueuse de softball australienne. Elle remporta en 2008 une médaille de bronze en softball aux Jeux olympiques de Pékin avec l'équipe australienne de softball.